# Cálamo

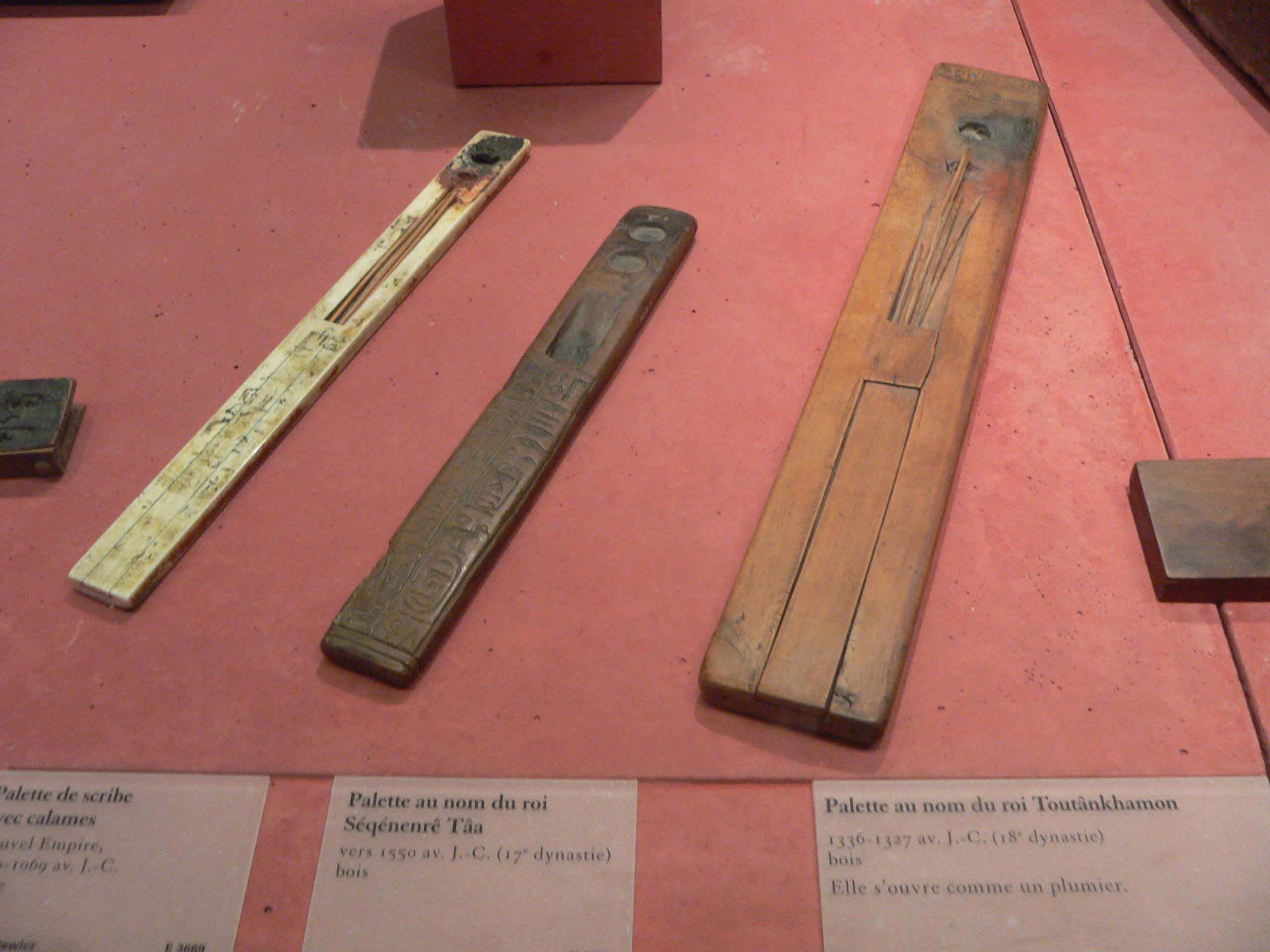
Cálamo egípcio no Louvre

Cálamo (do grego καλαμος, kálamos: haste, cana, junco) é um instrumento para a escrita, feito de um pedaço de cana ou junco, talhado obliquamente ou afinado na extremidade, utilizado antigamente para escrever em tábuas de argila, papiros e pergaminhos.